# Столяров, Алексей Викторович
Алексе́й Ви́кторович Столяро́в  (род. 25 февраля 1990, Ленинград) — российский видеоблогер, телеведущий. Является создателем бренда EAZYWAY.

## Биография
Алексей Викторович Столяров родился 25 февраля 1990 года в Ленинграде. Воспитывали мальчика женщины. Бабушка — заслуженный тренер СССР по фигурному катанию и блокадница. Мать работала медсестрой, помощницей хирурга. Отец — начальником по пожарной безопасности Ленинградской области. С раннего детства Алексей занимался легкой атлетикой и участвовал в различных соревнованиях.
Работал личным ассистентом фокусника-иллюзиониста Александра Муратаева.
В 2012 году окончил Национальный государственный университет физической культуры, спорта и здоровья имени П. Ф. Лесгафта по специальности «Физическая культура и спорт».
В 2018 году переехал из Санкт-Петербурга в Москву.
31 мая 2019 года участвовал в открытии спортивной площадки «Арена героев», созданной младшей дочерью министра обороны Ксенией Шойгу.
30 мая 2021 года Столяров принял участие в проекте «ЗаБег.РФ», пробежав дистанцию в 10 км в Санкт-Петербурге.
С 18 ноября по 11 декабря 2024 года был ведущим программы «Анбоксинг профессий» на телеканале «Звезда».
В феврале 2025 года принял участие в спортивном проекте «Богатырские игры» на СТС и прошел в полуфинал, где также участвовали Natan, Влад Канопка, Иван Жвакин, Василий Артемьев и другие.
8 апреля 2025 года присутствовал на пилотируемом запуске ракеты в космос в городе Байконур.

### Блогерская деятельность
В 2014 году завёл YouTube канал «Алексей Столяров» на тему фитнеса и здорового образа жизни, затем там же придумал формат «Уничтожение», куда приглашал разных блогеров и спортсменов, «уничтожая» их на безумных тренировках.
В 2018 году набрал свой первый миллион подписчиков.
В 2021 году вошел в состав блогерского лейбла LIGA, основанного Дмитрием Масленниковым.
В 2022 году на канале Алексея Столярова было почти 4 миллиона подписчиков и его канал являлся самым крупным авторским спортивным каналом на российском YouTube.
Алексей принимал участие в шоу «Русский Ниндзя» и «Полный блэкаут» на телеканале СТС, также был ведущим (фитнес-тренер) во втором сезоне шоу «Пацанки». Также принимал участие в съёмках клипов Ольги Бузовой — «Заплачу» и «Игрушка».
Был участником программы «Чёрный список» на телеканале Пятница, участник шоу «Дело было вечером» и «Большой Побег» на СТС.
28 августа 2022 года в Москве провёл мероприятие под названием «наибольшее количество человек одновременно стоящих в планке в мире» с участием 5060 человек.
7 марта 2023 года на телеканал СТС вышло реалити-шоу «Большой Побег» с участием Алексея, где он и ещё четыре героя пытались найти логический выход из 6 разных локаций. Алексей Столяров также был ведущим авторской рубрики в проекте «Каждое утро» на телеканале Муз-ТВ.
Алексей Столяров стал ведущим музыкальной премии НПГ (Новая Песня Года) 2022 и 2023 в паре с Валей Карнавал и в 2024 году в паре с Миланой Хаметовой.
В 2022 году Алексей запустил на своём YouTube канале экстремальное шоу про путешествия «7 Вершин».
В 2022, 2023 и 2024 годах вел блогерскую сцену на VK Fest.
В 2023 году совершил поездку в самое холодное место в мире, где все ещё живут люди («Дорога костей» между Якутском и Магаданом) и снял серию выпусков об этих местах.

## Личная жизнь
В мае 2021 года в сети появилась информация о помолвке Алексея и Ксении Шойгу, дочери бывшего министра обороны РФ Сергея Шойгу, в сентябре 2022 года пара сообщила, что официально брак не заключала, несмотря на неофициальный брак в СМИ Столярова часто называли «зятем Шойгу». У пары 17 сентября 2021 года родилась совместная дочь Милана, внучка Сергея Шойгу. 5 августа 2023 года в беседе с журналистами телеканала «360» в ходе чемпионата России по гонкам с препятствиями в Алабино Ксения Шойгу и Алексей Столяров сообщили, что уже давно не являются парой.
Помолвлен с Верой Бондаревой, чемпионкой мира по бальным танцам.

## Ведущий в телепроектах
- 2017 — «Пацанки», 2 сезон (наставник, фитнес-тренер)
- 2024 — «Анбоксинг профессий»
- 2024 — «Дикая кухня»
- 2022, 2023, 2024 — «Новая песня года»

### Участие в телепроектах
- 2019 «Черный список»
- 2020 — «Дело было вечером»
- 2020, 2023 — «Полный блэкаут»
- 2021 — «Русский Ниндзя»
- 2023 — «Фактор страха: Испытание тайгой»
- 2023 — «Большой побег»
- 2024 — «В темноте»
- 2025 — «Сто к одному́»
- 2025 — «Богатырские игры»

## Дискография

### Синглы
| Год  | Название | Альбом      |
| ---- | -------- | ----------- |
| 2024 | «Там»    | без альбома |